# Post-hardcore
El post-hardcore és un subgènere musical del hardcore punk. Les primeres aparicions del gènere foren a Washington DC, a mitjans dels anys 1980, encara que no va ser més conegut fins a principis dels anys 1990.
El post-hardcore està marcat pels ritmes precisos i la seva instrumentació basada en guitarres intenses acompanyades d'interpretacions vocals que moltes vegades són cantades talment crits o xiuxiuejos. El gènere ha aconseguit un equilibri únic de dissonància i melodia, en part canalitzant l'estil sorollós i ràpid del hardcore en més mesurades i subtils formes de tensió i descàrrega. Cal destacar, que serva de les seves arrels hardcore la intensitat i la consciència social, així com també l'ètica do it yourself, tot i que s'absté bastant de la ira desenfocada i imprecisa
El gènere també inclou grups amb tendències decididament art rock, rock experimental o post-rock, com són: Fugazi, Quicksand, LostAlone, Fightstar, Escape the fate, Alesana, A Static Lullaby, Serpent o Toundra.
El so original del post hardcore va perdre popularitat durant els anys 1990, encara que prospera en ambients més alternatius, així com en noves expressions més radicals. Alguns gèneres relacionats són l'emo i el math rock, els quals comparteixen un mateix llegat amb el post-hardcore.